# 蛍兵部卿宮
蛍兵部卿宮（ほたるひょうぶきょうのみや）は、紫式部が著した小説『源氏物語』に登場する架空の人物である（藤壺の兄の兵部卿宮とは別人）。「蛍」の主要人物であることからこの名で呼ばれる。
桐壺帝の皇子で、朱雀帝、光源氏の異母弟（恐らく第三皇子か）。「花宴」で帥宮として登場、「少女」で藤壺の兄宮が式部卿宮となった後を受けて兵部卿宮となる。
当代きっての風流人として知られ、「絵合」「梅枝」などで判者をつとめた他、管弦の場面でもたびたび登場する。兄弟の中でも源氏とは特に仲がよく、源氏の不遇な時代にも交流を断たなかったこともあって（「須磨」）、その後も親しく交際を続けた。
最初の正妻は桐壺帝の右大臣の娘（弘徽殿大后・朧月夜の姉妹。つまり頭中将とは相婿である）で、早くに死別。しばらく独身を通した後、「胡蝶」で源氏の養女玉鬘に求婚する。「蛍」で源氏の悪戯により玉鬘の艶やかな姿を目の当たりにした逸話は有名で、その後も文を取り交わしていたが、髭黒に奪われ思いは叶わなかった。その後女三宮の婿候補にも挙がったが果たせず、結局真木柱（髭黒の娘、式部卿宮の孫）を後妻としたものの、夫婦仲は芳しくなかった（「若菜下」）。「幻」で紫の上を失い傷心の源氏を見舞ったのが最後の登場で、「紅梅」で既に死去していたことが知られる。
子女は息子二人（「若菜下」に登場、母は不明）と娘（宮の御方、母は真木柱。「紅梅」に登場）がいる。最初の正妻を愛して死後も懐かしんだが、他にも通う女性や召人なども多かったらしい（「胡蝶」）。